# Стидда
«Стидда» (сиц. La Stidda — «звезда») — группировка сицилийских мафиози, позиции которой традиционно сильны в Джеле, Агридженто и Кальтаниссетте. Название происходит от татуировки в виде пятиконечной звезды, которую носят на правой руке её члены.
Стидда долгое время была активна в сельской местности на юге Италии, но во время Большой мафиозной войны 1980-х гг. стала отвоёвывать у Коза Ностры территорию в городах, в том числе за пределами Сицилии. В 1990-е гг. в ходе мафиозных разборок с участием Стидды погибло не менее 300 человек.